# Пожарна кола
Пожарна кола или пожарен автомобил е моторно превозно средство със специално оборудване, използвано при пожарно-спасителни работи. То превозва пожарникарите до мястото на пожара и им осигурява достъп до вода и друга техника.
Съвременните пожарни коли могат да изпълняват разнообразни спасителни работи и имат множество предназначения. Освен със стълби на хидравлична платформа, те са снабдени с брадви, резачки, вентилация, прожектори, рампи, маркучи, автономни дихателни апарати и други инструменти. Много важна част са звуковите и визуални предупреждителни съоръжения като сирени, клаксони, мигащи светлини и двупосочно радио. Някои пожарни коли имат резервоар с вода, докато други използват пожарните кранове и отвеждат водата с помощта на маркучи. В зависимост от географията на района, могат да се използват пожарникарни лодки или пожарникарни самолети и хеликоптери.
Пожарните автомобили обикновено са оцветени в червено, макар напоследък да се срещат и в ярко жълто-зелено (където е максимумът на чувствителността на човешкото око като функция на дължината на вълната). Като контрастен цвят се използва белия. Ходовата част на машината се оцветява в черно. Тези основни правила могат да имат вариации в различните страни. Обикновено на пожарната кола е обозначено името на града, номера на пожарната част и някои други важни характеристики. Като правило не се допускат рисунки и емблеми с рекламно сдържание.